# Fabio Albarelli
Fabio Albarelli (Verona, 26 de junio de 1943-Venecia, 4 de octubre de 1995) fue un deportista italiano que compitió en vela en las clases Finn y Soling.
Participó en dos Juegos Olímpicos de Verano en los años 1968 y 1976, obteniendo una medalla de bronce en México 1968 en la clase Finn. Ganó una medalla de bronce en el Campeonato Europeo de Soling de 1975.

## Palmarés internacional
| Juegos Olímpicos | Juegos Olímpicos          | Juegos Olímpicos  | Juegos Olímpicos |
| Año              | Lugar                     | Medalla           | Clase            |
| ---------------- | ------------------------- | ----------------- | ---------------- |
| 1968             | Ciudad de México (México) | Medalla de bronce | Finn             |

| Campeonato Europeo | Campeonato Europeo | Campeonato Europeo | Campeonato Europeo |
| Año                | Lugar              | Medalla            | Clase              |
| ------------------ | ------------------ | ------------------ | ------------------ |
| 1975               | Alassio (Italia)   | Medalla de bronce  | Soling             |